# Логічна модель представлення знань
Логічна модель представлення знань — модель у представленні знань.
Основна ідея підходу при побудові логічних моделей представлення знань — вся інформація, необхідна для вирішення прикладних завдань, розглядається як сукупність фактів і тверджень, які представляються як формули в деякій логіці. Знання відображаються сукупністю таких формул, а отримання нових знань зводиться до реалізації процедур логічного висновку. У основі логічних моделей представлення знань лежить поняття формальної теорії, кортеж S = < B,F,A,R >, де:
B — зліченна множина базових символів (алфавіт);
F — множина, елементи якої називають формулами;
A — виділена підмножина апріорі справедливих формул (аксіом);
R — зліченна множина відношень між формулами, яку називають правилами висновку.

## Переваги логічних моделей представлення знань
Як «фундамент» тут використовується класичний апарат математичної логіки, методи якої досить добре вивчені і формально обґрунтовані.
Існують достатньо ефективні процедури висновку, зокрема реалізовані в мові логічного програмування Пролог.
У базах знань можна зберігати лише безліч аксіом, а решту всіх знань отримувати з них за правилами висновку.